# Pseudonapomyza confusa
Pseudonapomyza confusa är en tvåvingeart som beskrevs av Zlobin 1993. Pseudonapomyza confusa ingår i släktet Pseudonapomyza och familjen minerarflugor. Inga underarter finns listade i Catalogue of Life.